# Système bancaire suisse
 (novembre 2023).
Si vous disposez d'ouvrages ou d'articles de référence ou si vous connaissez des sites web de qualité traitant du thème abordé ici, merci de compléter l'article en donnant les références utiles à sa vérifiabilité et en les liant à la section « Notes et références ».
Le secteur bancaire suisse compte parmi les plus importants du monde[réf. nécessaire]. Sa réputation repose sur la stabilité politique et économique de la Suisse[réf. nécessaire] et sur le secret bancaire suisse[réf. nécessaire].
La croissance du secteur bancaire au XXe siècle découle des activités financières internationales des banques suisses et du rôle du pays comme place financière internationale qui se voit accru par la Première Guerre mondiale. En 1929, les capitaux étrangers représentent entre 5 % et 7 % du total des dépôts du pays mais entre 13 % et 17 % des dépôts des grandes banques. Durant la Seconde Guerre mondiale, la Suisse rend particulièrement service à l'Allemagne en lui rachetant de l'or et en le convertissant en francs suisses que l'Allemagne utilise pour s'approvisionner en matériel stratégique auprès des pays neutres. Dans les années 1960, la Suisse devint l'une des places financières les plus importantes du monde. Entre 1947 et 1971, le total du bilan des banques suisses est multiplié par six en francs courants en raison de leurs transactions avec l'étranger.

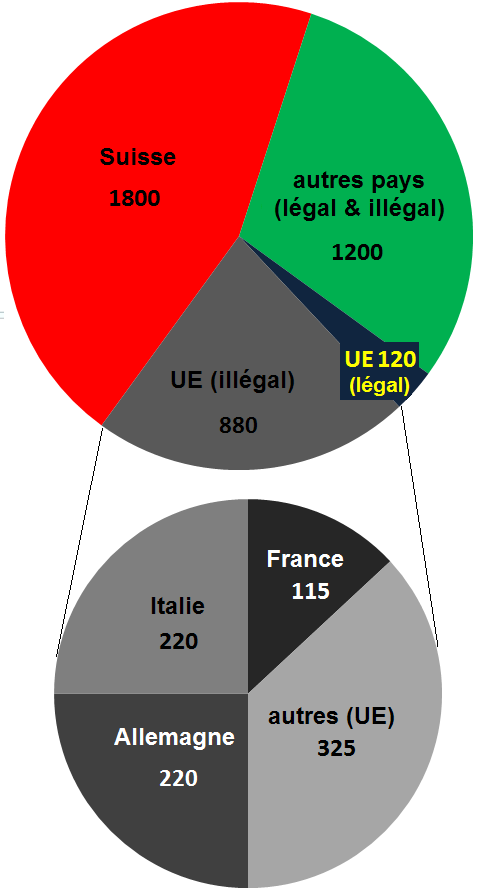
Marché financier suisse en milliards de francs (statistiques de KPMG et Helvea)

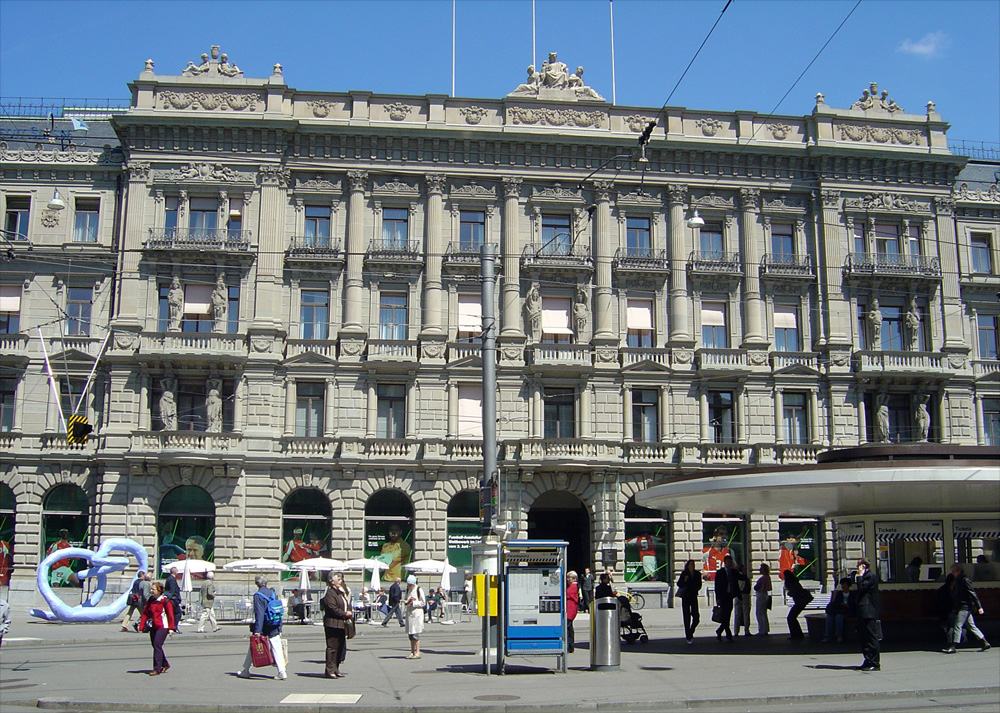
Siège du Crédit suisse à Zurich

Le domaine bancaire et de gestion de fortune participe encore de la réputation du pays à l'étranger. La neutralité de la Suisse, notamment durant les deux guerres mondiales, avait déjà favorisé l'arrivée de capitaux étrangers dans les banques suisses. Le secteur bancaire suisse est caractérisé par sa stabilité et sa discrétion découlant du secret bancaire remontant au Moyen Âge et codifié pour la première fois dans une loi de 1934,. Il est garanti par l'article 47 de la Loi fédérale sur les banques et les caisses d'épargne qui interdit à un représentant d'une banque de divulguer la moindre information (bancaire ou non) sur l'un de ses clients. Il s'agit en quelque sorte d'un secret professionnel au même titre que le secret médical. Toutefois, ce secret peut être levé lors d'une procédure d'entraide judiciaire internationale. Cette « discrétion » favorise l'arrivée de nouveaux capitaux, tout comme la stabilité du franc suisse ou la stabilité politique du pays.

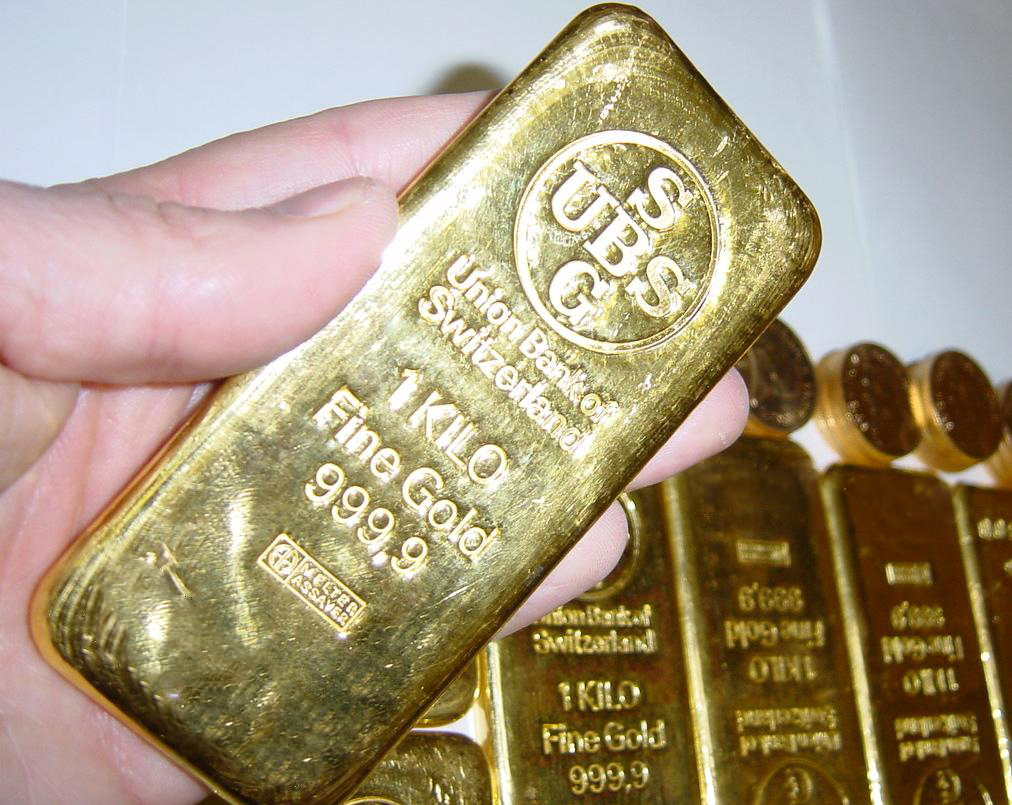
Lingots d'or des coffres de l'UBS

Même si la Suisse n'est généralement pas considérée comme un paradis fiscal, quelques milliers de personnes choisissent de vivre en Suisse pour bénéficier du forfait fiscal payé en lieu et place des impôts ordinaires sur le revenu et la fortune et calculé sur les dépenses du contribuable. En pratique, l'administration suisse considère que ce forfait doit représenter au minimum cinq fois le montant du loyer annuel de la personne assujettie ou de la valeur locative du logement dont elle a la jouissance. Les personnes bénéficiant d'un forfait fiscal ne peuvent pas travailler et donc percevoir une rémunération en Suisse.
En 2003, le secteur financier pèse pour près de 14 % du PIB suisse et emploie approximativement 180 000 personnes dont 110 000 dans le secteur bancaire, soit environ 5,6 % de la population active suisse. En 2002, les banques suisses gèrent 22 000 milliards de dollars contre 26 000 milliards un an auparavant, sans doute en raison d'un marché tendu et de régulations plus strictes sur le marché suisse. Quant aux banques étrangères opérant sur le marché suisse, elles gèrent près de 870 milliards de francs en mai 2006.
Tous les établissements sont régulés par la FINMA, Autorité fédérale de surveillance des marchés financiers. La FINMA revêt la forme d'un établissement de droit public et elle est soumise à la haute surveillance politique de la Confédération. Par ailleurs, un ombudsman, poste créé en 1993, offre gratuitement ses services, y compris la médiation et l'assistance aux personnes à la recherche de comptes « dormants ». Il travaille sur près de 1 500 dossiers déposés contre les banques chaque année.
En 2006, 408 établissements bancaires sont autorisés à exercer sur le territoire suisse. Dans le même temps, 24 banques cantonales, établissements semi-publics contrôlés par l'un des cantons suisses, exercent leurs activités dans tous les domaines bancaires, la plus grande d'entre elles, la Banque cantonale zurichoise, affichant un résultat net de 843 millions de francs en 2007. En 2003, les établissements bancaires suisses géraient environ 3 293 milliards de francs. Parmi les principaux figurent UBS, qui a réalisé en 2004 un bénéfice net de 8 milliards de francs, et le Crédit suisse qui réalise la même année un bénéfice net de 5,6 milliards de francs. Tous deux abritent plus de 50 % des dépôts du pays. En raison de leur poids, ces deux banques font l'objet d'une surveillance particulière de la FINMA.

## Grandes banques suisses
Le classement ci-dessous est effectué par somme du bilan 2005[réf. nécessaire].
| Rang | Nom                            | Siège social   | Somme du bilan (Mio. CHF) | Bénéfice (Mio. CHF) | Employés |  |
| 1.   | UBS                            | Zurich et Bâle | 2 060 250                 | 14 690              | 69 569   |  |
| 2.   | Credit Suisse Group            | Zurich         | 1 339 052                 | 5 850               | 63 523   |  |
| 3.   | Groupe Raiffeisen              | Saint-Gall     | 108 187                   | 608                 | 6 549    |  |
| 4.   | Banque cantonale de Zurich     | Zurich         | 85 914                    | 810                 | 4 276    |  |
| 5.   | Banque cantonale vaudoise      | Lausanne       | 34 875                    | 457                 | 2 349    |  |
| 6.   | Vontobel                       | Zurich         | 29 146                    | 206                 | 2 274    |  |
| 7.   | Julius Bär                     | Zurich         | 28 648                    | 144                 | 3 427    |  |
| 8.   | Banque Migros                  | Zurich         | 28 000                    | 87                  | 1 124    |  |
| 9.   | Banque cantonale de Bâle       | Bâle           | 24 654                    | 263                 | 1 348    |  |
| 10.  | Banque cantonale bernoise      | Berne          | 20 724                    | 85                  | 1 441    |  |
| 11.  | Banque cantonale de Saint-Gall | Saint-Gall     | 19 117                    | 168                 | 957      |  |
| 12.  | Banque cantonale de Lucerne    | Lucerne        | 18 879                    | 120                 | 951      |  |
| 13.  | Neue Aargauer Bank             | Aarau          | 17 526                    | 138                 | 797      |  |
| 14.  | Valiant Holding                | Lucerne        | 17 138                    | 122                 | 960      |  |
| 15.  | Union bancaire privée          | Genève         | 15 901                    | 326                 | 1 168    |  |
| 16.  | Banque cantonale d'Argovie     | Laufenbourg    | 15 546                    | 84                  | 641      |  |

Cf. Liste de banques en Suisse.
Les résultats de Vontobel proviennent du rapport annuel 2023.

## Protection des déposants sur les avoirs bancaires
En cas de faillite d'une banque ou d’un négociant en valeurs mobilières, les dépôts bénéficient d'un traitement privilégié jusqu’à concurrence de 100 000 francs suisses par client. Ce privilège vaut pour l'ensemble des dépôts, y compris ceux effectués par des clients auprès d'agences à l’étranger de la banque ou du négociant en valeurs mobilières. Dans les faits, cela signifie que si une personne possédait, par exemple, une fortune de 300 000 frs auprès d'une banque, elle devrait, pour avoir plus de garantie de récupérer ses 300 000 frs, en cas de crise financière ou de faillite de banque, ouvrir au minimum trois comptes bancaires, auprès de trois banques différentes avec au maximum 100 000 frs dans chacune des banques. Avant la crise bancaire et financière de l'automne 2008, et les mesures adoptées par le conseil fédéral et l'Assemblée fédérale, la garantie des déposants sur les avoirs bancaires était de 30 000 frs. Ce passage de 30 000 à 100 000 frs s'est effectué d'abord dans le cadre d'une procédure d'urgence en 2008, puis de manière définitive en 2011,. Cette protection des déposants sur les avoirs bancaires est inscrite dans la Loi fédérale sur la garantie des dépôts bancaires (LGDB).

## Évasion fiscale
De nombreux États souverains n'obligent pas légalement les banquiers privés à confirmer si un client a payé ou non ses impôts, à quelque titre que ce soit.